# Paprika de Kalocsa
Le paprika de Kalocsa est une variété hongroise de paprika originaire de Kalocsa. Il bénéficie depuis 2012 d'une appellation d'origine protégée garantissant sa qualité organoleptique et le savoir-faire ancestrale de ses producteurs locaux